# Robert Menasse

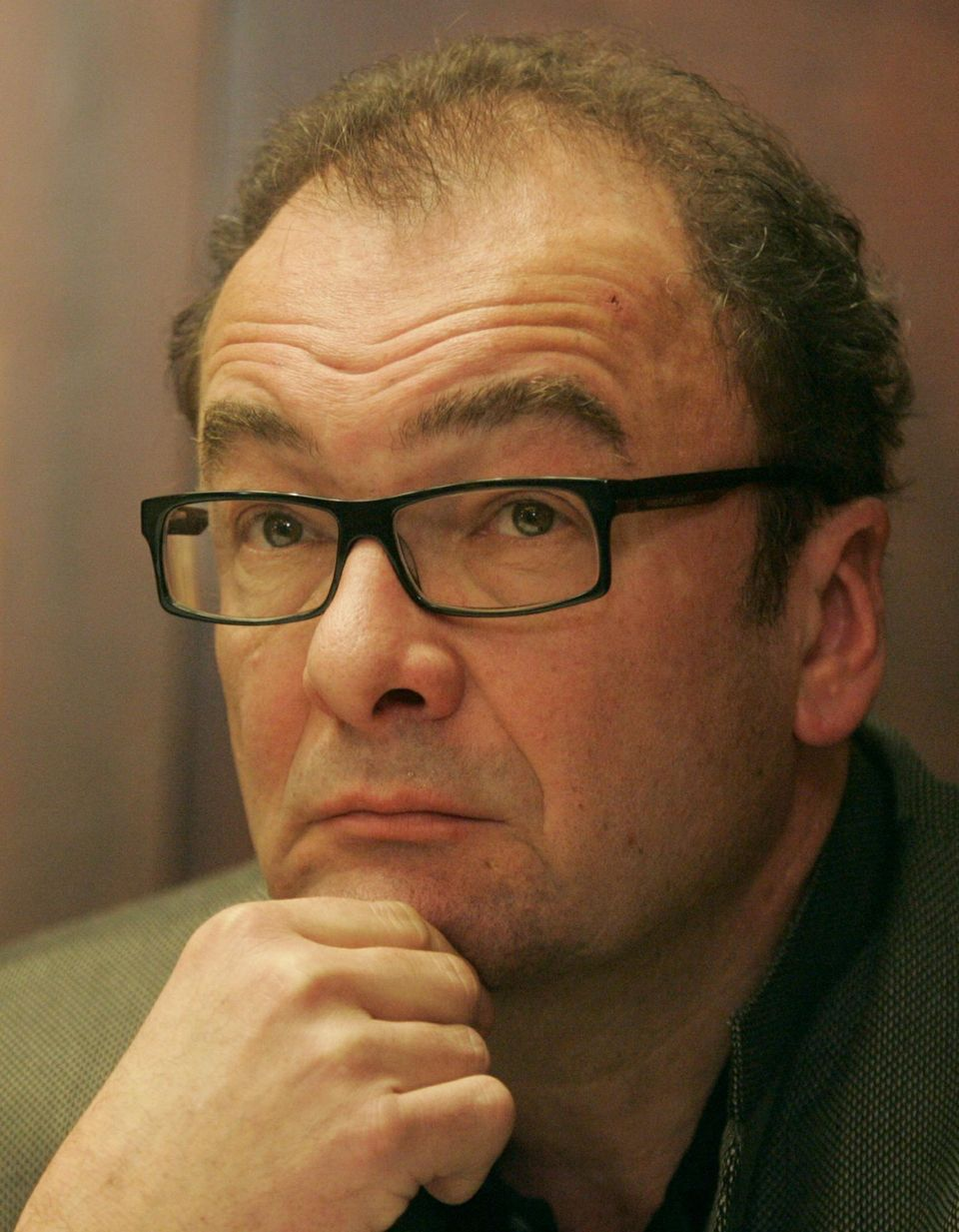
Robert Menasse mentre ascolta le domande dei giornalisti durante una conferenza stampa a Vienna.

Robert Menasse (Vienna, 21 giugno 1954) è uno scrittore, traduttore e saggista austriaco.

## Biografia
Menasse ha studiato germanistica filosofia e scienze politiche a Vienna, Salisburgo e Messina. Nel 1980 consegue il dottorato di ricerca con una tesi intitolata La tipologia dell'outsider letterario esemplificata sul caso Hermann Schürrer.
Dal 1981 al 1988 lavora come ricercatore presso l'Istituto di teoria letteraria all'Università di San Paolo del Brasile.
Successivamente intraprende l'attività di traduttore dal portoghese al tedesco. Da sempre molto interessato alla storia, alla cultura e alla politica austriache, a tali argomenti dedica diversi interventi pubblicati su quotidiani austriaci e tedeschi. Nel 1998 riceve il Premio nazionale austriaco per la saggistica, impiegando il ricavato per rilanciare il Premio Jean Améry, che nel 2000 è andato a Franz Schuh.
Nel 2005 comincia ad occuparsi di questioni legate all'Europa e all'Unione Europea e nel 2012 è stato ospite della Commissione Europea in qualità di osservatore. All'osservazione e all'approfondimento critico delle suddette questioni sono legati, tra l'altro, nel 2015 il Prix du Livre Européen per il saggio Un messager pour l’Europe : plaidoyer contre les nationalismes (dall'originale Der Europäische Landbote) e, nel 2017, il prestigioso Deutscher Buchpreis per il romanzo Die Hauptstadt.

## Opere

### Narrativa (scelta)
I primi tre romanzi di Menasse costituiscono la Trilogie der Entgeisterung (Trilogia della disillusione), in cui complessivamente l'autore sovverte il paradigma hegeliano contenuto nella Fenomenologia dello spirito. Contrariamente a Hegel, secondo cui l'evoluzione della consapevolezza dell'uomo avviene in direzione di uno spirito universale, Menasse postula uno sviluppo regressivo, de-spiritualizzante, il cui ultimo stadio è la certezza del dato sensoriale.
- Sinnliche Gewißheit (La certezza dei sensi), del 1988, è una descrizione, con elementi autobiografici dell'autore, della vita di uno studente austriaco in Brasile.
- Selige Zeiten, brüchige Welt (Tempi beati, mondo in rovina), del 1991, è al contempo romanzo filosofico e politico, giallo, storia di una famiglia ebrea e dell'incapacità di amare.
- Phänomenologie der Entgeisterung: Geschichte des verschwindenden Wissens (Fenomenologia della disillusione:storia del sapere scomparso), del 1995.
- Schubumkehr (Inversione di spinta), del 1997 è un romanzo breve in cui il personaggio di Roman ricompare al suo rientro in un paesino austriaco del dopo 1989, in cui Menasse fa i conti con la storia e la fine di un'epoca, confrontandosi provocatoriamente e anticipando alcune questioni ecologiche, sociali e politiche del mondo occidentale di oggi.
- Die Vertreibung aus der Hölle (La cacciata dall'inferno), del 2001, è un romanzo storico con elementi autobiografici, in cui l'autore intreccia la diaspora di una famiglia ebrea dalla Spagna all'Olanda nel '600 con le vicende austriache del secondo novecento, chiedendo in che misura la società contemporanea austriaca abbia fatto i conti con il suo passato recente.
- Don Juan de la Mancha, del 2007 ("Don Juan de la Mancha: la riscoperta del piacere", traduzione italiana di Anna Maria Valle. Raccontando le vicende di un giornalista viennese di oggi, affronta i temi dell'amore, del sesso, dell'erotismo e dell'autoanalisi intrecciandoli con la storia e l'architettura di Vienna.
- Ich kann jeder sagen (Si fa presto a dire io), del 2009, è una raccolta di racconti sui temi dell'identità occidentale contemporanea e della storia.
- Die Hauptstadt, del 2017 ("La capitale", traduzione italiana di Marina Pugliano e Valentina Tortelli, Sellerio, 2018). Romanzo multiforme, ricco di vicende e personaggi, satira sullo statuto burocratico dell'Europa Unita e tragica meditazione sui rimossi storici del Vecchio continente.

### Saggistica (scelta)
Nella sua produzione saggistica Menasse si è dapprima confrontato con la società austriaca contemporanea e con il suo rapporto con il proprio passato, per concentrarsi a partire dal 2006 sui temi più importanti legati all'Unione Europea (p.es. sul ruolo dello stato nazionale e delle 'regioni' nell'Europa di oggi, sul futuro dell'UE, sul ruolo dei populismi e l'atteggiamento nei confronti dei migranti, sul ruolo della Germania e dei media tedeschi nella crisi greca e sulla possibile uscita della Regno Unito dall'Unione Europea, sulla rischio di deriva populista durante le elezioni presidenziali austriache del 2016), dal 2012 anche come osservatore invitato presso la Commissione Europea.
- Die sozialpartnerschaftliche Ästhetik (1990) (L'estetica del partenariato sociale)
- Das Land ohne Eigenschaften (1992) (Il Paese senza qualità)
- Hysterien und andere historische Irrtümer (1996) (Isterie ed altri equivoci della storia)
- Dummheit ist machbar (1999) (La stupidità possibile)
- Erklär mir Österreich (2000) (Spiegami l'Austria)
- Das war Österreich (2005) (C'era una volta l'Austria)
- Die Zerstörung der Welt als Wille und Vorstellung (2005) (La distruzione del mondo come volontà e rappresentazione)
- Der Europäische Landbote – Die Wut der Bürger und der Friede Europas oder Warum die geschenkte Demokratie einer erkämpften weichen muss (2012) (L'Informatore Europeo – La rabbia dei cittadini ovvero Perché la democrazia regalata va sostituita da una democrazia conquistata)
- Heimat ist die schönste Utopie. Reden (wir) über Europa (2014) ('La nostra terra' come la più bella delle utopie. Discorsi (da fare) sull'Europa)
- Weil Europa sich ändern muss – Im Gespräch mit Gesine Schwan, Robert Menasse, Hauke Brunkhorst (2015) (L'Europa deve cambiare e perché – Tre conversazioni con Gesine Schwan, Robert Menasse e Hauke Brunkhorst)
- Was ist Literatur. Ein Miniatur-Bildungsroman (2015) (Cos'è la letteratura. Mini-romanzo di formazione)

## Premi e riconoscimenti
- 2002 Friedrich-Hölderlin-Preis
- 2003 Premio letterario Erich Fried per la letteratura
- 2006 Nomina a Cavaliere delle Arti e delle Lettere dello Stato Francese
- 2013 Premio Heinrich Mann per la saggistica
- 2014 Premio Max-Frisch per la letteratura
- 2015 Prix du Livre Européen per il saggio Der Europäische Landbote[6]
- 2017 Deutscher Buchpreis per il romanzo Die Hauptstadt[7]
- 2019 Carl-Zuckmayer-Medaille